# Laham taz-ziemel
Laham taz-ziemel ou “laħam taż-żiemel”, segundo a grafia maltesa, é um guisado de carne de cavalo da culinária de Malta. A carne é marinada em vinho tinto e sal e depois adicionada, com a própria marinada, a uma mistura de cebola, alho, casca de limão e de laranja, folhas de louro, manjerona, páprica e “kunserva” (massa de tomate), e deixada a cozinhar em fogo brando durante pelo menos duas horas. 